# Ґеорґе Арджешану
Ґеорґе Арджешану (рум. Gheorghe Argeşanu; 28 лютого 1883, Каракал, Румунія — 26/27 листопада, 1940, Бухарест) — румунський політичний, державний і військовий діяч, прем'єр-міністр Румунії (21 вересня—28 вересня 1939). Генерал-лейтенант кавалерії.
Висувався на командні посади в румунській армії під час Першої світової війни. У березні-жовтні 1938 обіймав посаду міністра оборони.

## Біографія
Після вбивства свого попередника прем'єр-міністра Арманда Келінеску 21 вересня 1939 представниками фашистського руху «Залізна гвардія», заснованого Корнеліу Кодряну, з волі короля Румунії Кароля II, генерал Арджешану був обраний прем'єром і підвищений у званні до генерал-лейтенанта.
З перших же годин новий прем'єр зробив рішучі кроки по переслідуванню «залізногвардійців» і їх масового знищення, включаючи публічні страти вбивць Келінеску. У вересні 1939 вперше в Румунії став практикуватися державний тероризм. Було вбито понад 200 легіонерів, більшість з них знаходяться в таборах і в'язницях, проти яких не існувало ніякого звинувачення. Одні були розстріляні, а інші, які перебували на свободі, були захоплені вночі у власних будинках і повішені на центральній площі столиці.
Рішення про винищення легіонерів було прийнято прем'єром Арджешану.
Його мандат прем'єра тривав лише 7 днів з 21 вересня по 28 вересня 1939. На посаді його замінив Костянтин Арджетояну.
Арджешану значився серед 65 посадових осіб, які були ув'язнені без суду і слідства 26 листопада 1940, а потім вбиті легіонерами в ту ж ніч у в'язниці Жилава в помсту за насильство, яке він схвалив. Серед убитих числилися також, колишній міністр юстиції Віктор Яманди, начальник секретної служби інформації Михайло Морузов і його заступник Ніки Штефенеску. Іншими двома жертвами стали генерал Іон Бенгла, командувач румунської жандармерії, і генерал Габріель Марінеску, який як міністр громадського порядку був призначений координатором дій репресії проти легіонерів.
Похований на військовому кладовищі Генча в Бухаресті.